# Kruchaweczka wysmukła

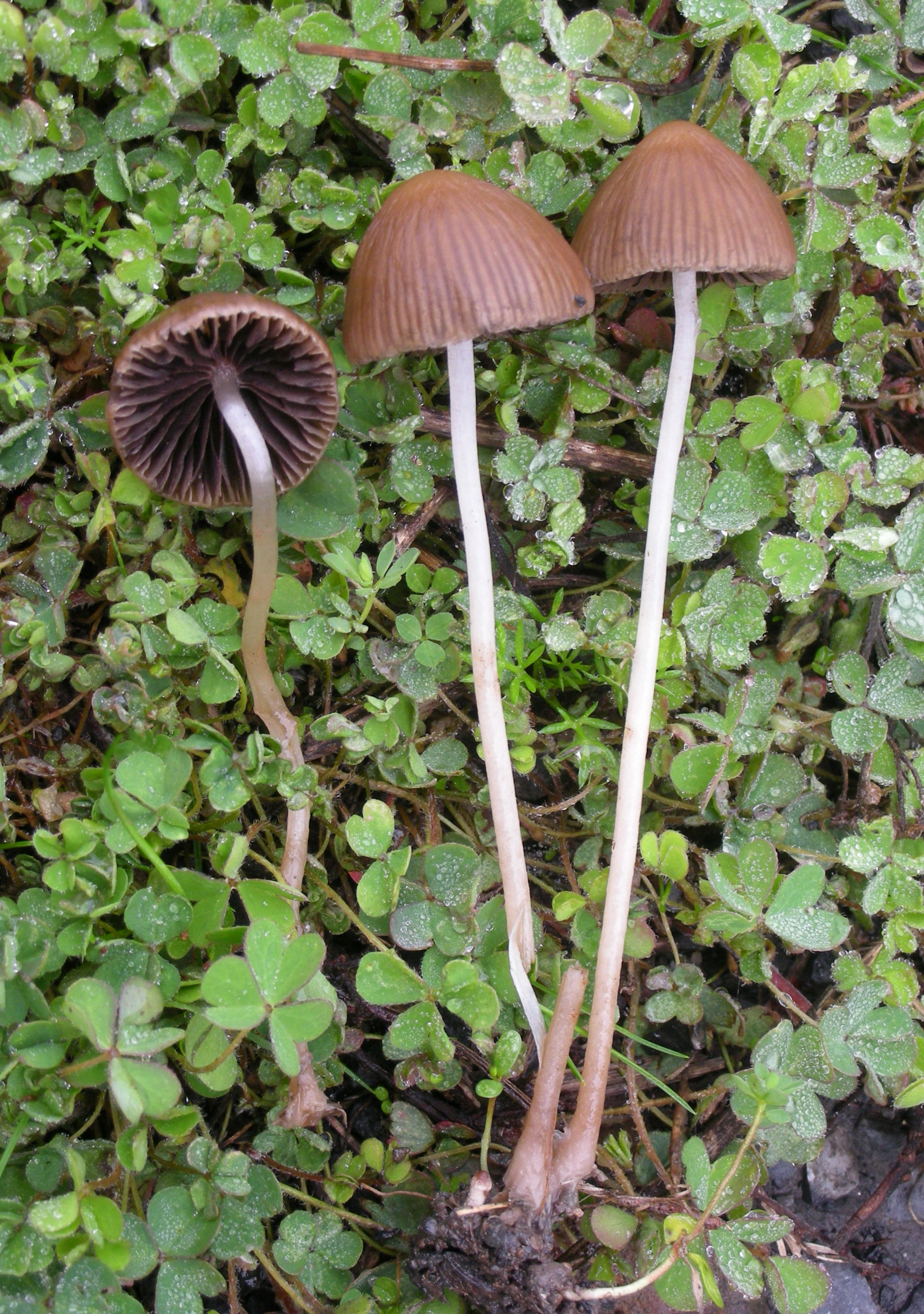

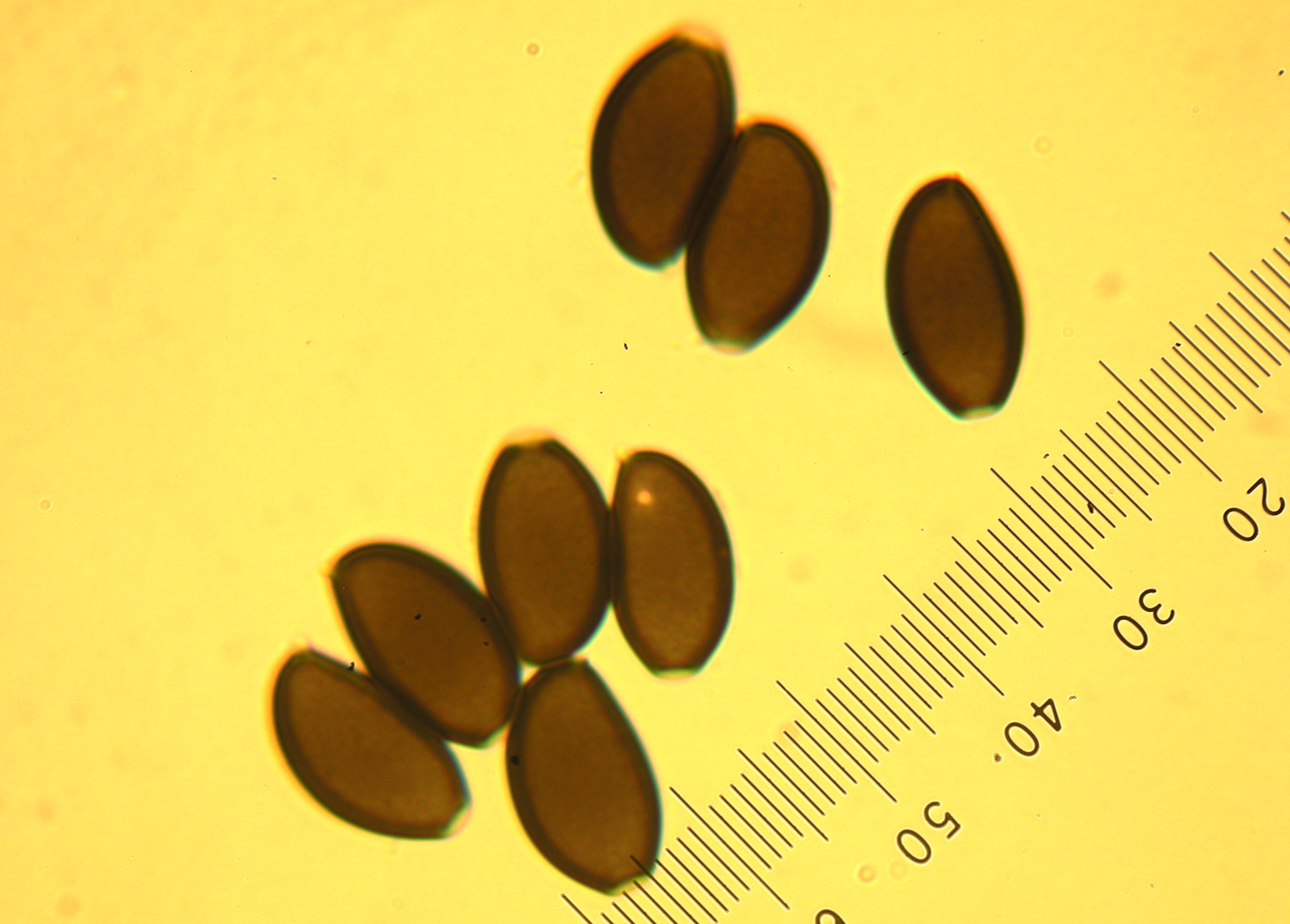
Zarodniki

Kruchaweczka wysmukła, kruchaweczka czarnoblaszkowa (Psathyrella corrugis (Pers.) Konrad & Maubl.) – gatunek grzybów należący do rodziny kruchaweczkowatych (Psathyrellaceae).

## Systematyka i nazewnictwo
Pozycja w klasyfikacji według Index Fungorum: Psathyrella, Psathyrellaceae, Agaricales, Agaricomycetidae, Agaricomycetes, Agaricomycotina, Basidiomycota, Fungi.
Po raz pierwszy opisał go w 1794 r. Christiaan Hendrik Persoon nadając mu nazwę Agaricus corrugis. Obecną, uznaną przez Index Fungorum nazwę nadali mu Paul Konrad i André Maublanc w 1948 r.
Ma ponad 40 synonimów. Niektóre z nich:
- Drosophila caudata (Fr.) Kühner & Romagn. 1953
- Drosophila polycystis Romagn. 1952
- Hypholoma gracile (Fr.) Hongo & Izawa 1994
- Psathyrella atrolaminata Kits van Wav.
- Psathyrella gracilis (Fr.) Quél.1872
- Psathyrella gracilis var. clavigera (Kits van Wav.) W.T. Moodie 1984
- Psathyrella gracilis var. corrugis (Pers.) A. Pearson & Dennis 1948
- Psathyrella gracilis var. fulva A.H. Sm. 1972
- Psathyrella polycystis (Romagn.) M.M. Moser ex Kits van Wav. 1976
- Psathyrella polycystis (Romagn.) M.M. Moser 1967

Feliks Kwieciński w 1896 r. opisywał ten gatunek pod polską nazwą kołpaczek wysmukły, Władysław Wojewoda w 2003 r. dla synonimu Psathyrella gracilis zaproponował nazwę kruchaweczka wysmukła. Gatunkowi P. atrolaminata Kits van Wav. nadał nazwę kruchaweczka czarnoblaszkowa, ponieważ jednak gatunek ten według Index Fungorum jest synonimem P. corrugis, więc kruchaweczka wysmukła ma drugą polską nazwę.

## Morfologia
Kapelusz
Średnica 1–4 cm, początkowo tępo stożkowaty, potem dzwonkowaty, w końcu wypukły z tępym garbem. Młode okazy mają przy brzegu kapelusz prążkowany. Jest higrofaniczny; w stanie wilgotnym brązowy, w stanie suchym blado brązowy z żółtawo brązowym środkiem.
Trzon
Wysokość do 8 cm, grubość do 3 mm, walcowaty, smukły, cienki, kruchy, w stanie dojrzałym pusty. Zazwyczaj prosty, czasami nieco skręcony. Czasami u podstawy występuje rzadka, biała grzybnia. Powierzchnia w górnej części oprószona, poza tym gładka, w kolorze kapelusza, potem od zarodników fioletowo-brązowa. Brak resztek osłony.
Blaszki
Przyrośnięte, średniej szerokości, średnio gęste, początkowo blado żółtawe, potem brążwoszare.
Miąższ
Bardzo cienki, tej samej barwy co kapelusz, niezmieniający się po uszkodzeniu. Zapach niewyraźny, smak, łagodny.
Cechy mikroskopowe
Zarodniki 11–13 × 5,5–7,0 µm, eliptyczne, gładkie, z wierzchołkowymi porami rostkowymi. Wysyp zarodnikówfioletowo-brązowy.
Gatunki podobne
Kruchawczka wysmukła jest rozpoznawana po brązowym higrofanicznym i prążkowanym w stanie wilgotnym kapeluszu, który szybko blaknie do bladobrązowego, ale środek zwykle jest blady, żółtawobrązowy. Charakterystyczną jej cechą jest także smukły trzon z oprószoną górną częścią. Bardzo podobna jest Panaeolina foenisecii, ale występuje w trawie w ciepłych miesiącach roku i ma cętkowane blaszki w okresie dojrzałości.

## Występowanie
Znane jest występowanie Psathyrella corrugis w Ameryce Północnej, Europie, Azji, Afryce, Australii i Nowej Zelandii. W Europie jest szeroko rozprzestrzeniony, znany we wszystkich krajach. Władysław Wojewoda w swoim zestawieniu grzybów wielkoowocnikowych Polski w 2003 r. podaje liczne jego stanowiska. Liczne i bardziej aktualne stanowiska tego gatunku znajdują się także w internetowym atlasie grzybów. Znajduje się jednak na Czerwonej liście roślin i grzybów Polski. Ma status R – gatunek rzadki.
Saprotrof. Występuje lasach, parkach, na polanach. Rozwija się na resztkach drzewnych w trawie i w opadłych liściach. Owocniki pojawiają się od maja do listopada. W Ameryce Północnej jest pospolita w parkach miejskich, często owocuje w ogromnych ilościach wraz z Hypholoma aurantiaca i trąbką otrębiastą (Tubaria furfuracea). Kruchaweczkę wysmukłą spotyka się przez cały sezon wegetacyjny, a po deszczach pojawiają się świeże jej wysypy. Owocniki są jednak kruche i krótkotrwałe.